# Team Altamura
El Team Altamura es un club de fútbol de Italia, con sede en Altamura, en la región de Apulia. Fue fundado en 2003, y compite en la Serie C, tercera categoría del fútbol italiano.

## Historia
Fue fundado en el año 2003 en la ciudad de Altamura en Apulia como Real Altamura, Originalmente como un equipo de ligas menores en la ciudad que terminaría tomando el lugar del desaparecido US Altamura, equipo que llegó a jugar en la Serie C. En 2015 el club pasa a llamarse Team Altamura y logró el ascenso a la Serie D en 2017.
El 21 de abril de 2024 el Team Altamura lograría el ascenso a la Serie C luego de que matemáticamente ganara el Grupo H a falta de dos jornadas.